# Фракийская гробница в Поморие
Фракийская купольная гробница (II—III в. н. э.) расположена на территории некрополя города Анхиало (ныне Поморие, Болгария) времен позднего эллинизма и времен римского господства.

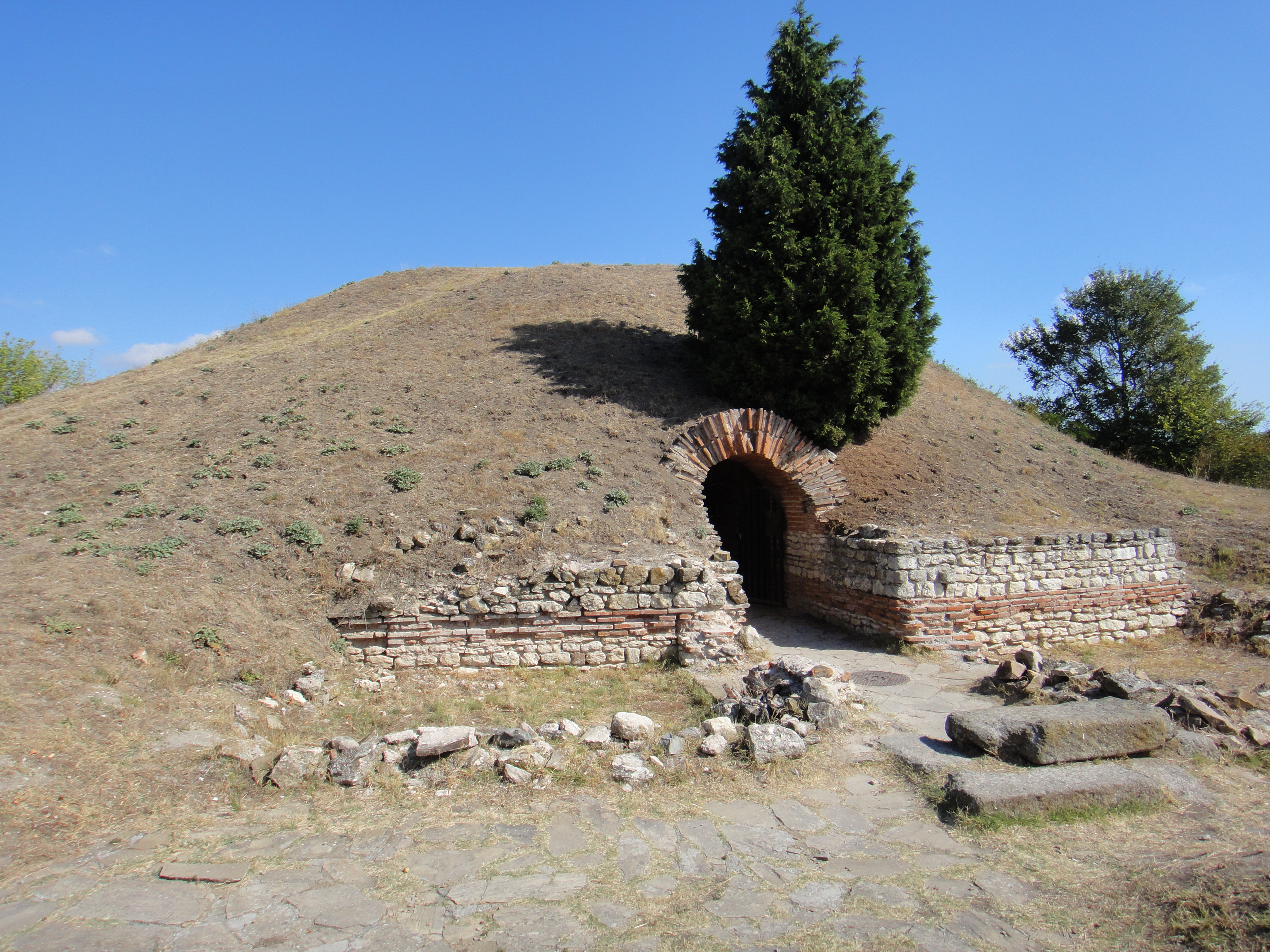
Античная купольная гробница II—III вв. н. э.

Гробница представляет собой синтез фракийских обычаев и римской строительной традиции. Сооружение находится под насыпью и имеет вид холма, в основании холма расположен вход. Сооружение выполнено из чередующихся рядов кирпича и камня. Предположительно гробница была украшена фресками, о чем свидетельствуют фрагменты штукатурки, сохранившиеся на сводах основного помещения гробницы. Коридор (дромос) составляет в длину 22 метра. Коридор был полностью реконструирован в XX веке. Основное помещение представляет собой камеру диаметром 11,6 метров и высотой 5,5 метров. Полуцилиндрический свод опирается в центре на полую колонну диаметром 3,3 метра. Поднимаясь вверх, колонна расширяется, сливаясь с внешней стеной. Внутри полой колонны имелись ступени лестницы, восходящей до самого верха гробницы. Помещение гробницы имеет 3 вентиляционных трубы, входящих в основное помещение. По внешней стене располагаются пять ниш, в которых предположительно находились урны с прахом усопших. Считается, что Хироон (мавзолей) принадлежал богатой анхиальской фамилии, в нем происходили отправления языческого культа.
На сегодня есть основания полагать, что существуют помещения нижнего яруса, такие предположения строятся, в основном, на обнаружении пустот под полом открытого этажа.
Гробница открыта для посещения.

## Галерея

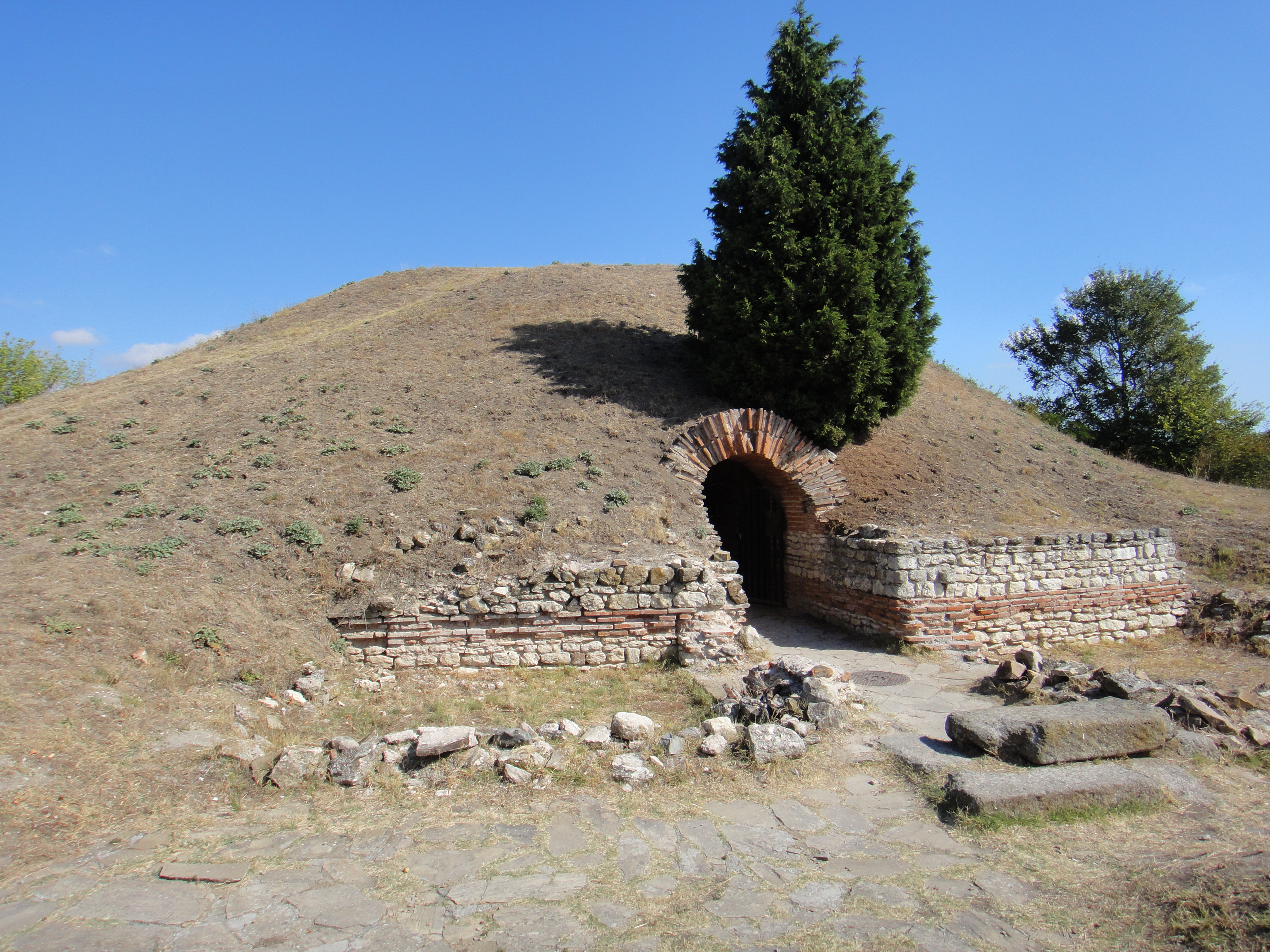
Находящаяся под насыпью античная купольная гробница
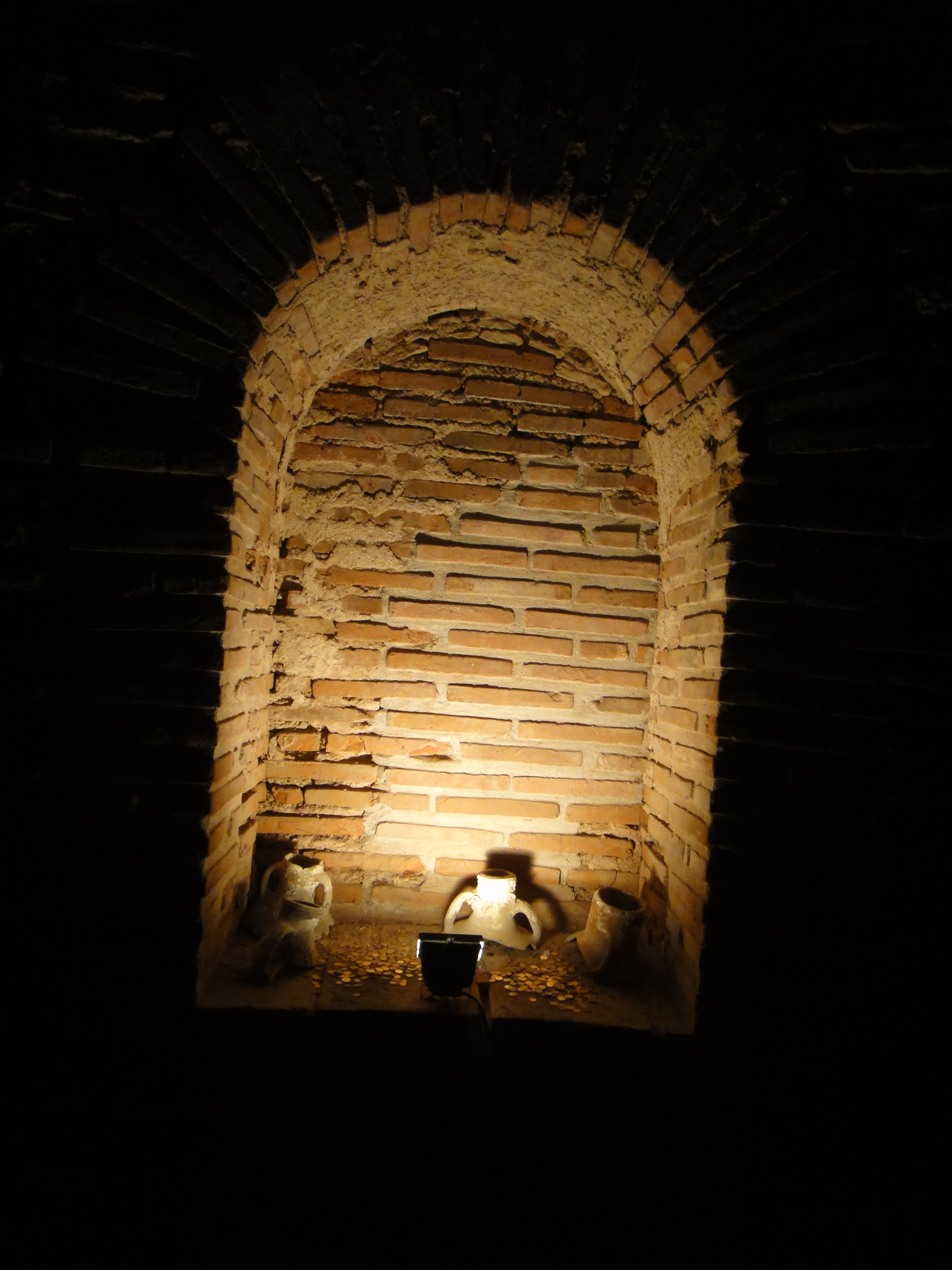
Одна из пяти ниш гробницы, предположительно использовавшихся для хранения урн с прахом усопших
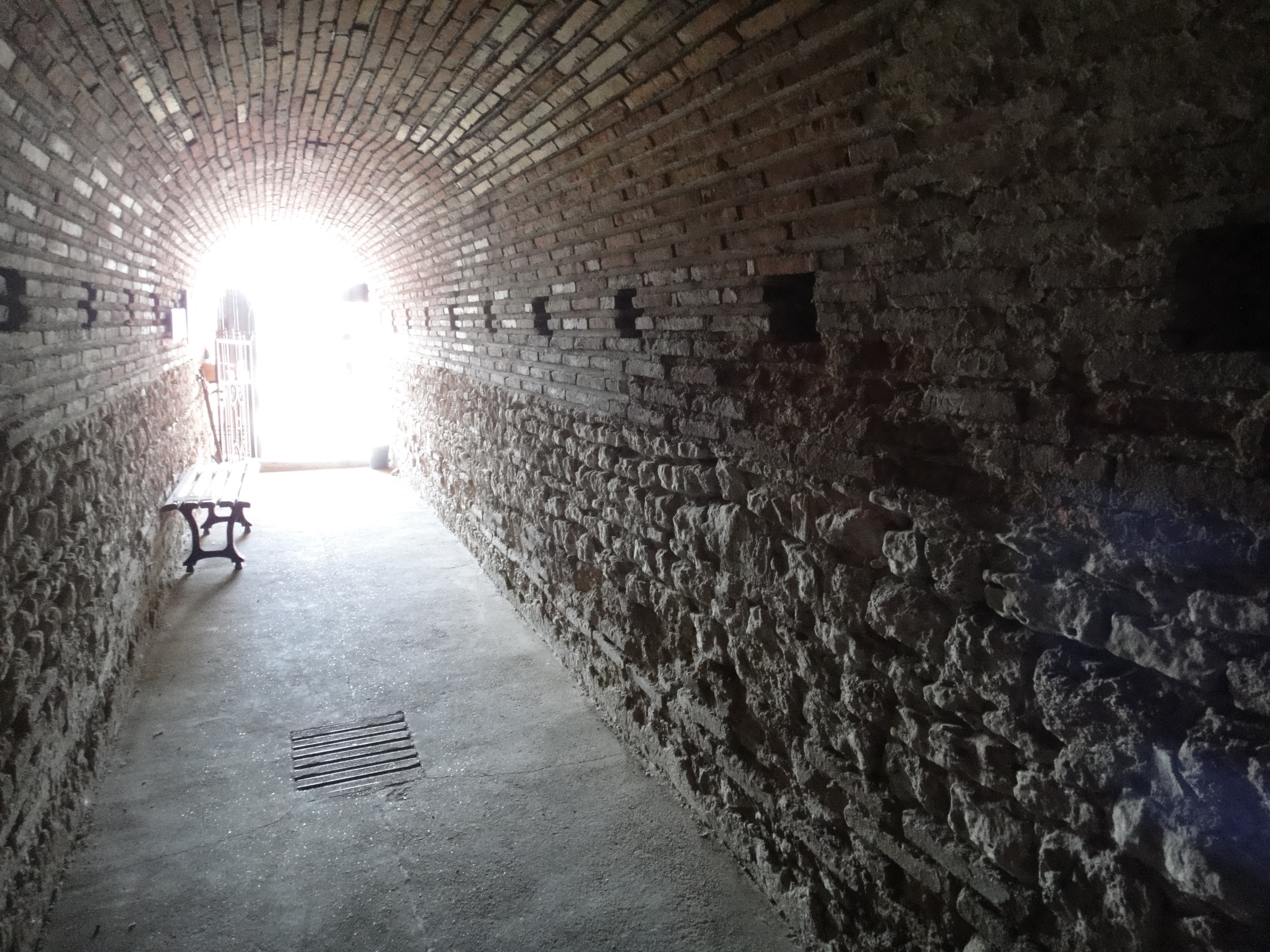
Коридор (дромос)
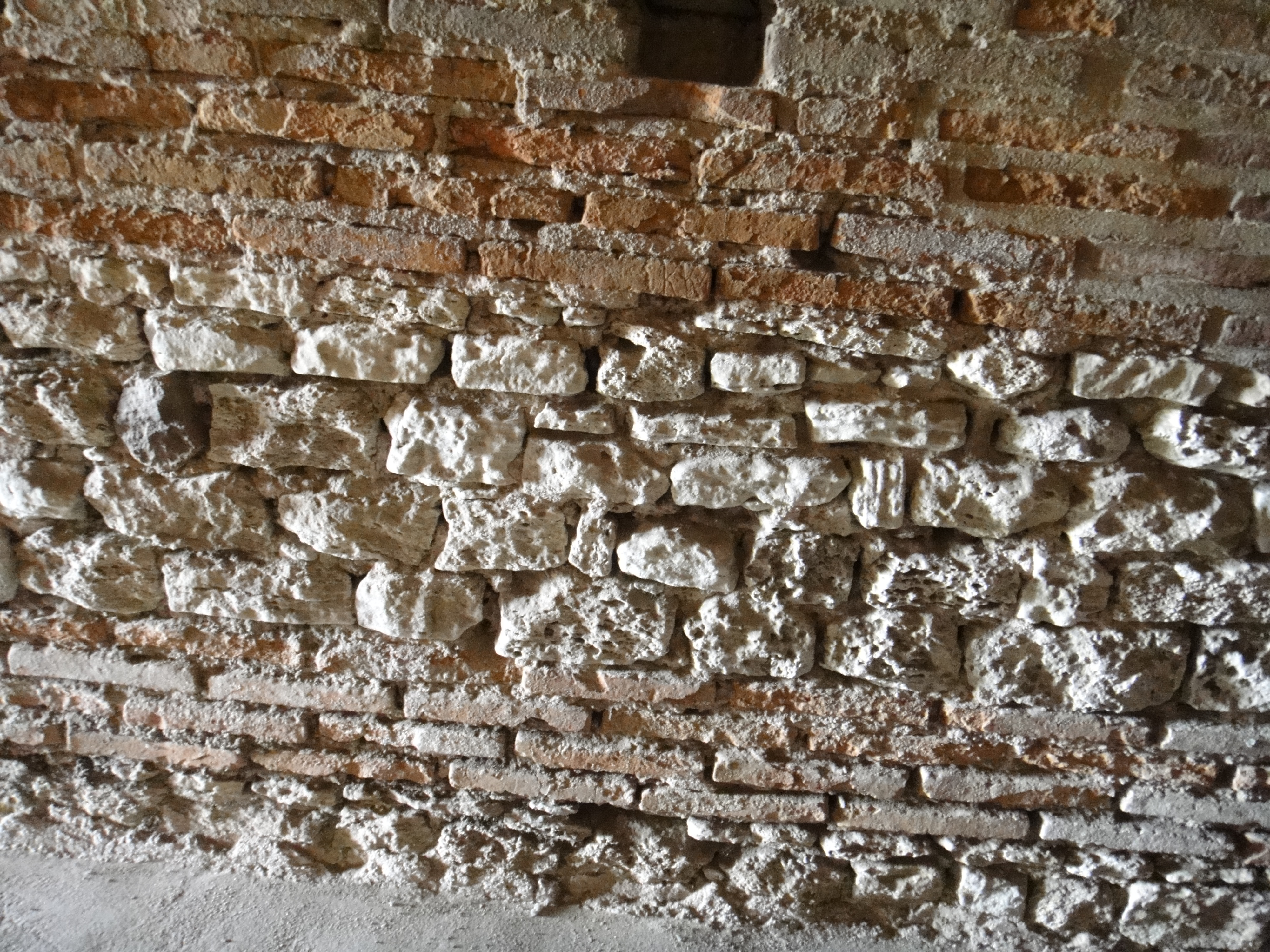
Способ устройства стен, ряд туфа, не пропускающего влагу и ряд кирпича
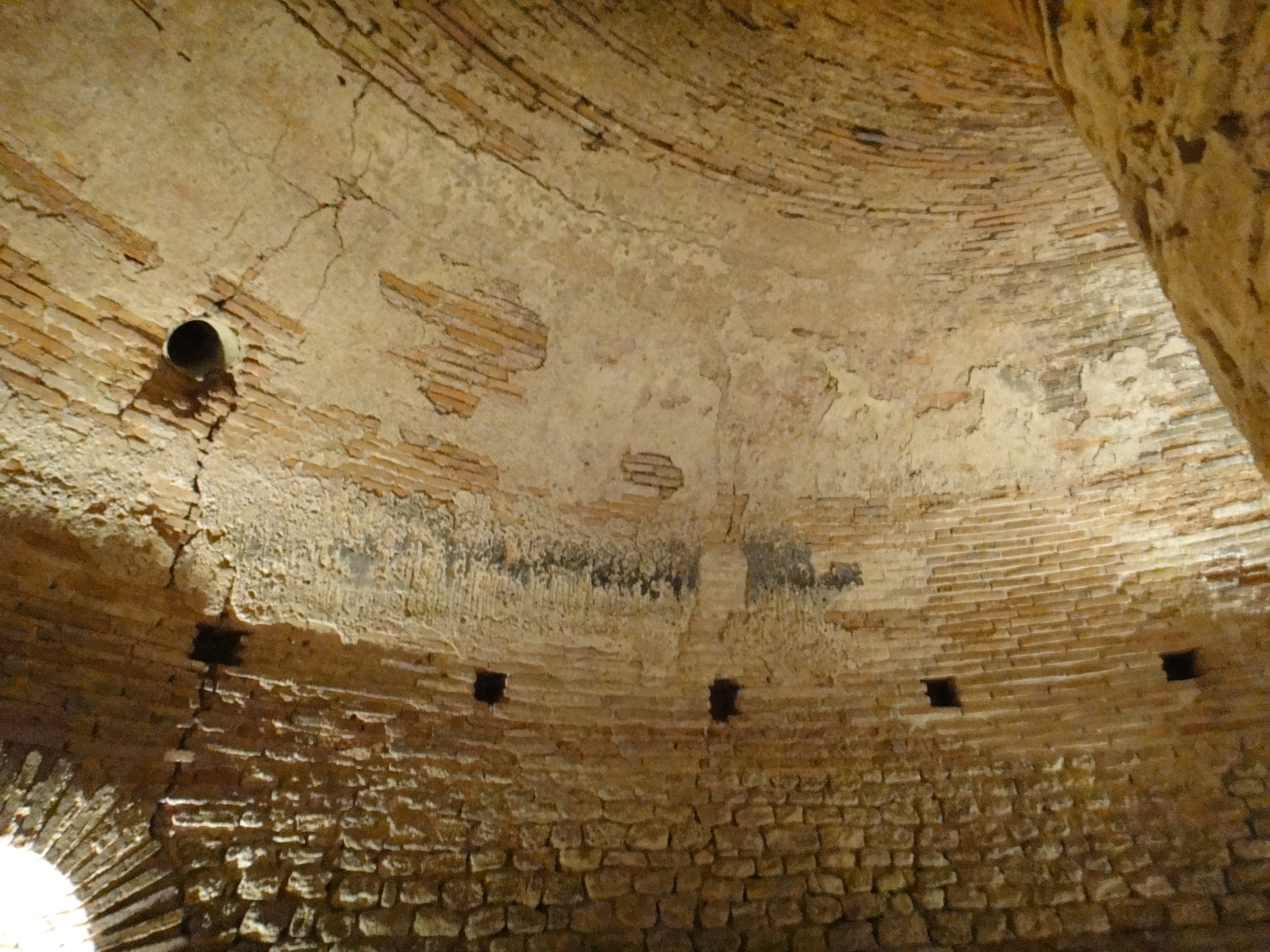
Вид части купола, видны фрагменты штукатурки, и одна из 3х вентиляционных шахт, расположенная над входом
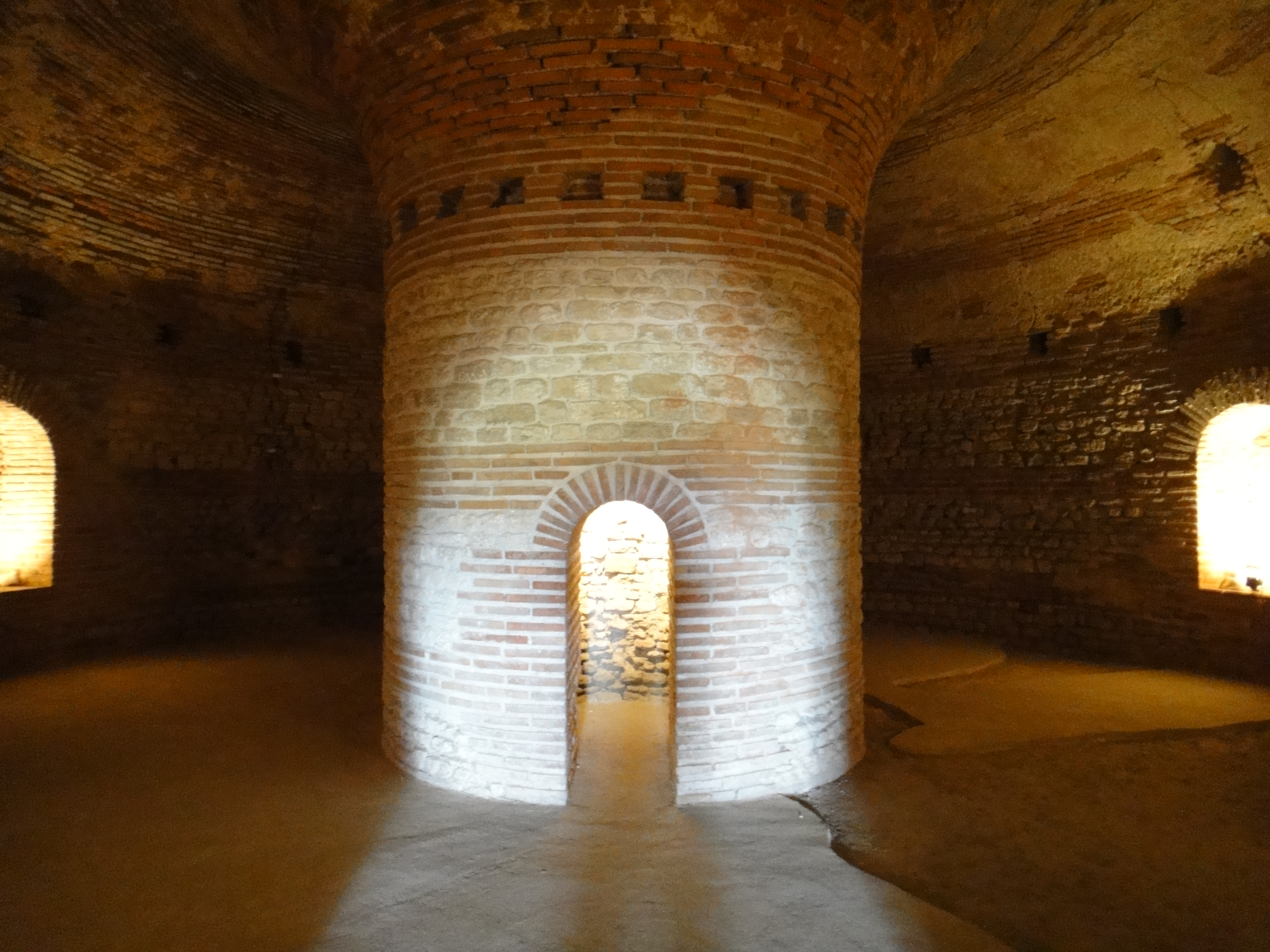
Вид гробницы от входа
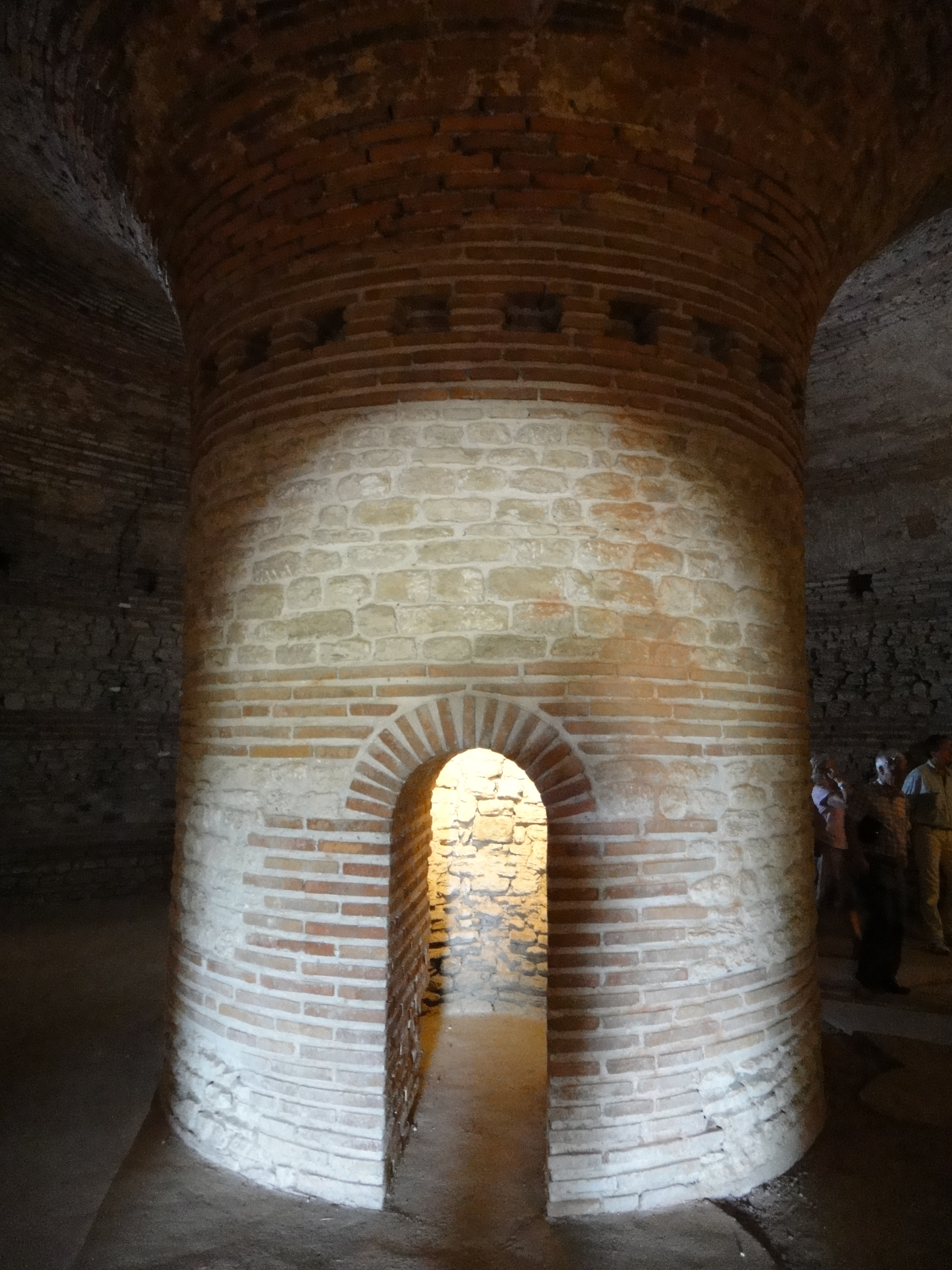
Центральная колонна
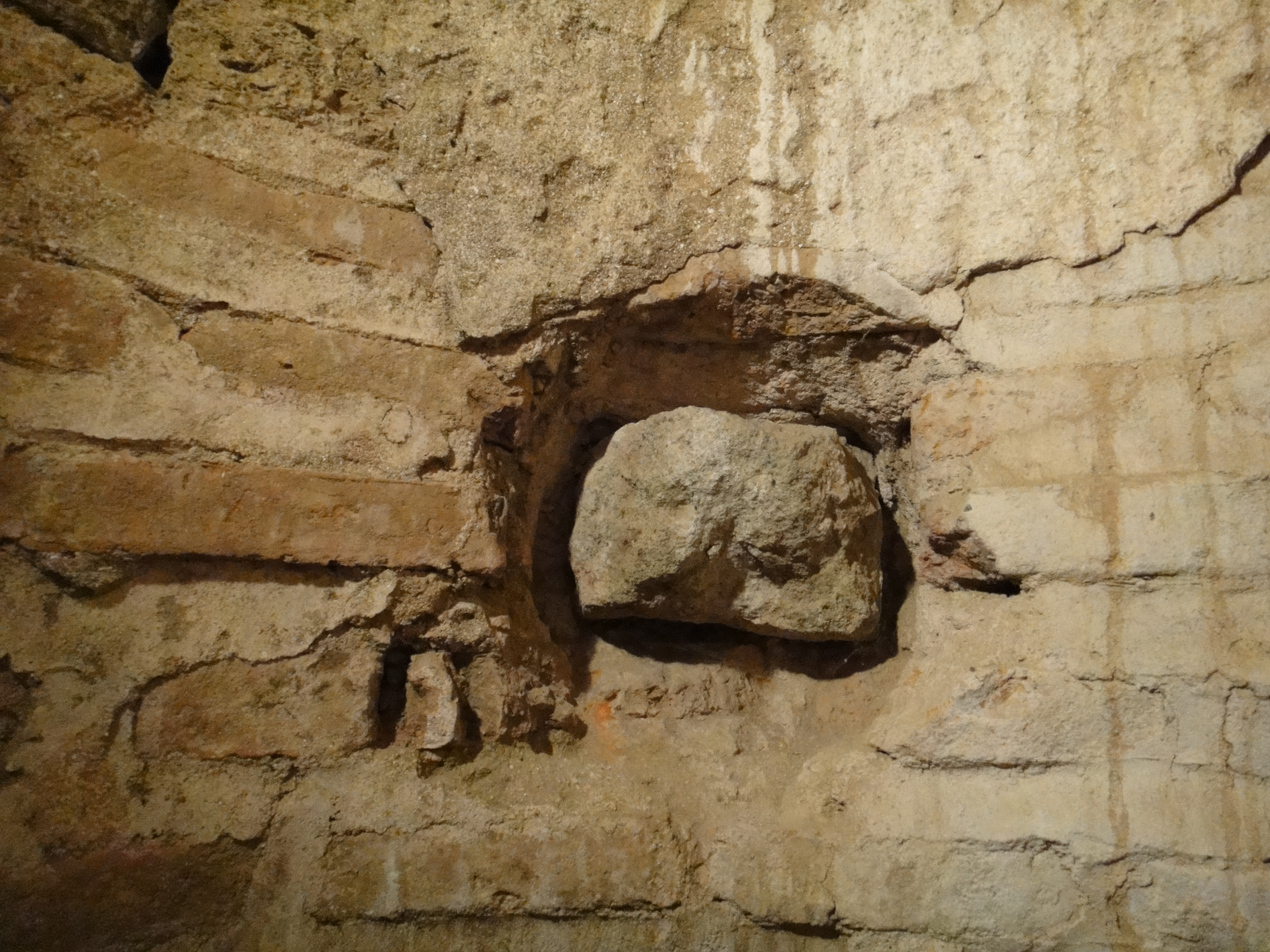
Фрагмент ступени внутри колонны
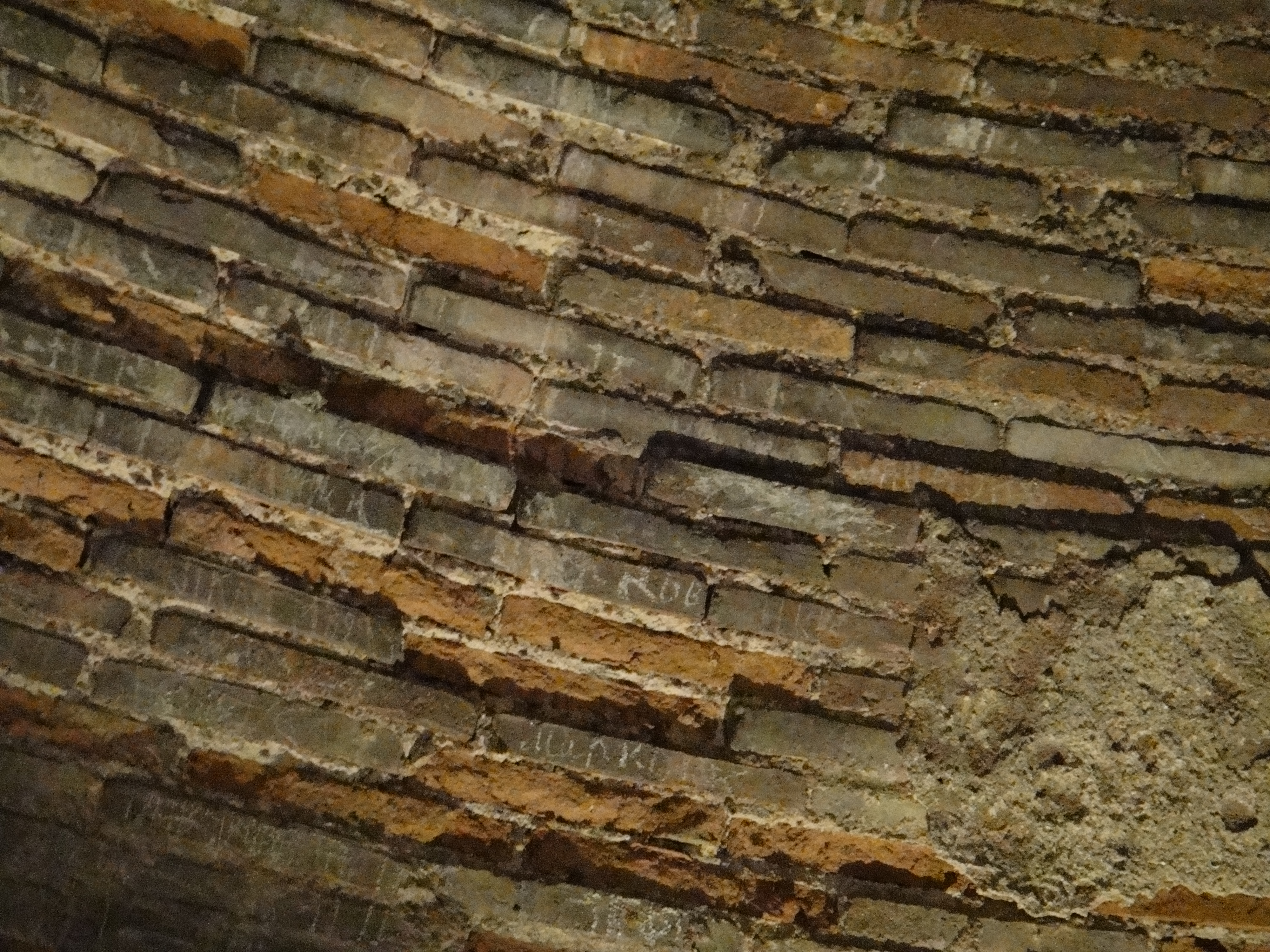
Часть свода потолка, видны надписи, оставленные предположительно при обнаружении гробницы в 40-е годы XX в
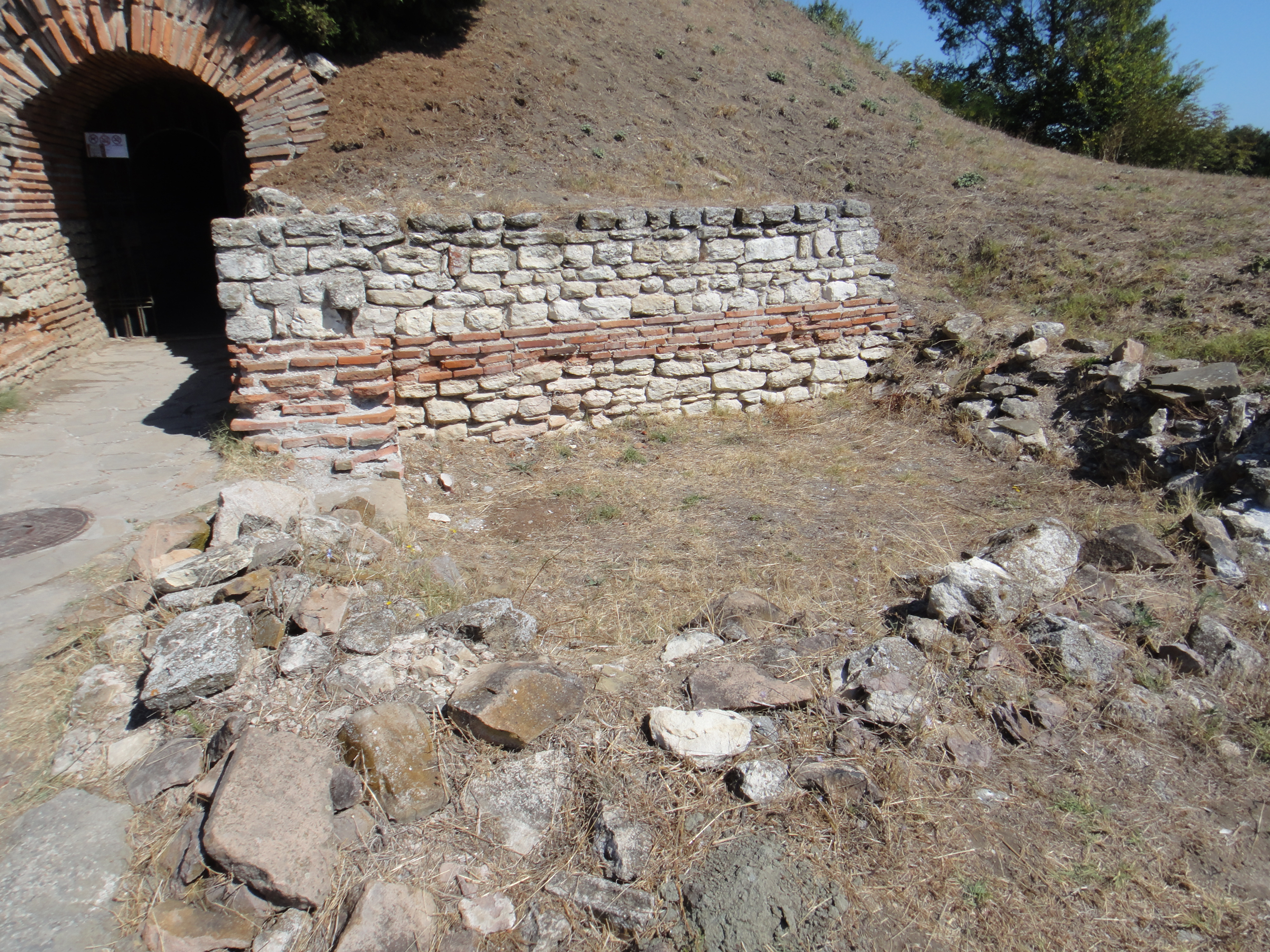
Руины камеры на входе в гробницу